# Macropus bernardus
Macropus bernardus é uma espécie de marsupial da família Macropodidae.
Endêmica da Austrália, onde é restrita ao Território do Norte, entre South Alligator River e Nabarlek.